# Сауранский район
Сауранский район (каз. Сауран ауданы) — район на западе Туркестанской области Казахстана, окружает территории г.а. Кентау и г.а. Туркестан. Административный центр — село Шорнак.

## История
Создан Указом Президента РК 15 марта 2021 года как Сауранский район' с административным центром в селе Шорнак путем выделения из состава города Кентау сельских округов Шага, Жана Икан, Ески Икан, Ушкайык, Иассы, Орангай, Карашык, Жуйнек, Бабайкорган, Шорнак, Жибек жолы, Майдантал.

## Административное деление
Сельские округа:
1. Бабайкорганский сельский округ (в состав входят сёла: Бабайкорган (центр), Абай, Кумайлыкас, Улгили) (площадь — 111 707 га, население — 7679 человек)
2. Ески-Иканский сельский округ (в состав входят сёла: Ески Икан (центр), Достык) (площадь — 39 729 га, население — 16 091 человек)
3. Жана-Иканский сельский округ (в состав входят сёла: Жана Икан (центр), Ибата, Ойык) (площадь — 80 514 га, население — 7182 человека)
4. Жибек жолы (сельский округ) (в состав входят сёла: Жибек жолы (центр), Сауран, 30 Разъезд) (площадь— 40 760 га, население — 2449 человек)
5. Жуйнекский сельский округ (в состав входят сёла: Жуйнек (центр), Шекербулак, Шыпан) (площадь — 49 007 га, население — 10 134 человека)
6. Иассы (сельский округ) (в состав входят сёла: Иассы (центр), Шойтобе, Енбекши-Дихан) (площадь — 65 896 га, население — 2850 человек)
7. Карашыкский сельский округ (в состав входят сёла: Карашык (центр), Каратобе, Кумтуин) (площадь — 37 733 га, население — 10 028 человек)
8. Майданталский сельский округ (в состав входят сёла: Майдантал (центр), Ынталы, Егизкара, Каражон) (площадь — 65 751 га, население — 4092 человека)
9. Орангайский сельский округ (в состав входят сёла: Орангай (центр), Бостандык, Коскорган) (площадь — 47 579 га, население — 8022 человека)
10. Ушкайыкский сельский округ (в состав входят сёла: Ушкайык (центр), Теке, Нуртас, С.Кожанов, Жалантос) (площадь — 42 859 га, население — 6208 человек)
11. Шагинский сельский округ (в состав входят сёла: Шага (центр), 30-летие Казахстана, Бершинтобе, Шоктас) (площадь — 63 491 га, население — 10 448 человек)
12. Шорнакский сельский округ (в состав входят сёла: Шорнак (центр), Космезгил, Аша) (площадь — 71 489 га, население — 12 930 человек)

## Население

### Национальный состав (на начало2023 года)
- узбеки — 57 236 чел. (57,12 %)
- казахи — 41 466 чел. (41,38 %)
- русские — 557 чел. (0,55 %)
- уйгуры — 137 чел. (0,13 %)
- татары — 121 чел. (0,12 %)
- азербайджанцы — 98 чел. (0,01 %)
- другие — 585 чел. (0,58 %)
- Всего — 100 200 чел. (100,00 %)[2]

### Национальный состав (на начало2024 года)
- узбеки — 58 708 чел. (57,56 %)
- казахи — 41 798 чел. (40,98 %)
- русские — 561 чел. (0,55 %)
- уйгуры — 138 чел. (0,13 %)
- татары — 120 чел. (0,11 %)
- азербайджанцы — 102 чел. (0,1 %)
- другие — 559 чел. (0,55 %)
- Всего — 101 986 чел. (100,00 %)[4]

### Национальный состав (на начало2025 года)
- узбеки — 60 051 чел. (58,02 %)
- казахи — 41 991 чел. (40,57 %)
- русские — 550 чел. (0,53 %)
- уйгуры — 136 чел. (0,13 %)
- татары — 123 чел. (0,11 %)
- азербайджанцы — 105 чел. (0,1 %)
- другие — 535 чел. (0,51 %)
- Всего — 103 491 чел. (100,00 %)[5]

## Особенности и достопримечательности
На территории района находится городище Сауран — крупный торговый и экономический центр Казахского ханства. Памятник истории и культуры Казахстана республиканского значения.